# Cyllene desnoyersi
Cyllene desnoyersi là một fossil loài của ốc biển, là động vật thân mềm chân bụng sống ở biển trong họ Nassariidae.
Có một phân loài Cyllene desnoyersi lamarcki Cernohorsky, 1975 (đồng nghĩa: Cyllene lamarcki Cernohorsky, 1975; Cyllene lyrata (Lamarck, 1822)

## Miêu tả
Loài này có vỏ dài 11 mm

## Phân bố
The species is distributed ở Đại Tây Dương dọc theo Gabon và Angola